# Tsjakroelo
Tsjakroelo (Georgisch: ჩაკრულო) is een polyfoon lied uit Georgië. Het driedelige drinklied komt uit de regio Kacheti en wordt gekenmerkt door twee individuele mannelijke zangpartijen op de achtergrond van een neuriënd mannenkoor.

## Immaterieel Erfgoed
Sinds 2001 staat de Georgische polyfone zang vermeld op de representatieve lijst van het immaterieel cultureel erfgoed van de mensheid. De 'Tsjakroelo' diende als illustratief voorbeeld voor deze erkenning en is representatief voor de Oost-Georgische stijl. De solozangers weven complexe zanglijnen vol versieringen met een van de meest geavanceerde neuriënde polyfone stijlen die in de dorpen van Kacheti worden beoefend, een techniek die zonder veel oefening en vocaal talent moeilijk te realiseren is. Door deze complexiteit nemen weinig ensembles, zowel in Georgië als daarbuiten, het lied op in hun repertoire.

## Voyager Golden Record

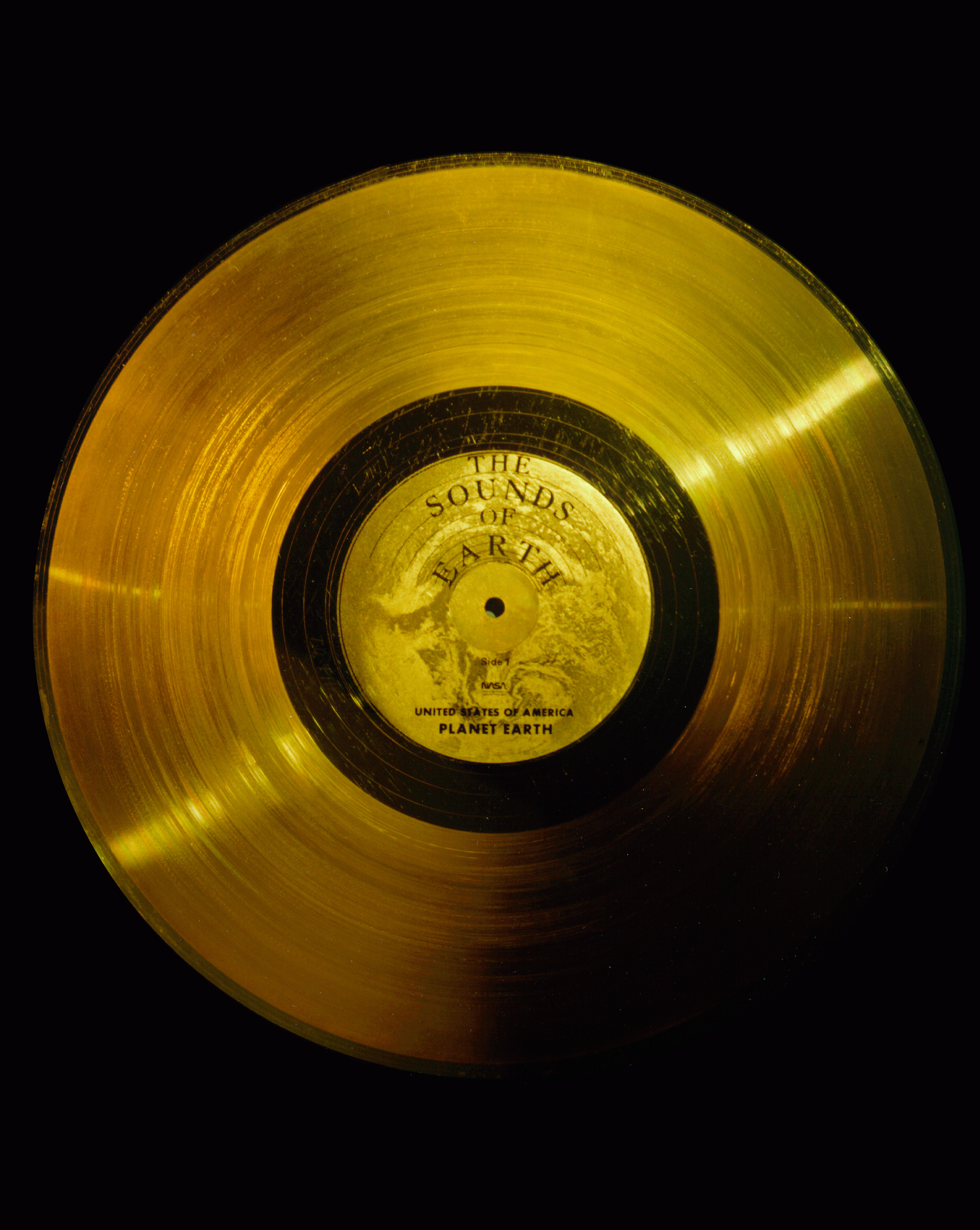
In 1977 werd een opname van 'Tsjakroelo' op de Voyager Golden Record met de sondes Voyager 1 en 2 de ruimte ingestuurd.

In 1977 was 'Tsjakroelo' een van de 29 muziekcomposities op de Voyager Golden Record die op 20 augustus 1977 met de Voyager 2 en op 5 september 1977 met Voyager 1 de ruimte in werden gestuurd. De Amerikaanse musicoloog Alan Lomax had ervoor gepleit bij Ann Druyan van de samenstellende commissie de Georgische 'Tsajkroelo' op de plaat te zetten in plaats van het door de Sovjet-Unie voorgedragen Russische 'Moskouse nachten'.

## Tekst in het Georgisch alfabet
ხიდისთავს შევკრათ პირობა,
ჩვენ გავხდეთ ღვიძლი ძმანია,
ჩავუხტეთ მუხრან ბატონსა,
თავს დავანგრიოთ ბანია.
მუხრან ბატონის ყმობითა,
ფქვილი ვერ დავდგი გოდრითა,
დეკეული ვერ გავზარდე,
კალო ვერ ვლეწე მოზვრითა.
ხმალო ხევსურეთს ნაჭედო,
თელავში თუშმა გაგფერა,
მეფე ერეკლემ გაკურთხა,
საომრად ჯვარი დაგწერა.
მტერო დამჩაგრე არ ვსტირი,
ტირილი დიაცთ წესია,
ბევრჯერ ვყოფილვარ ამ დღეში,
მაგრამ არ დამიკვნესია.
მაცადე ერთი ავლესო,
ხმალ-ჩახმახ ცეცხლის მკვესია,
სულ წმინდათ მოგამკევინო,
რაც ჩემთვის დაგითესია
Bron.

## Transcriptie
Chidistavs sjevkrat piroba,
Tsjven gavchdet gvidzli dzmania,
Tsjavoechtet moechran batonsa,
Tavs davangriot bania.
Moechran batonis kmobita,
Pkvili ver davdgi godrita,
Dekeoeli ver gavzarde,
Kalo ver vletse mozvrita.
Chmalo Chevsoerets natsjedo,
Telavsji toesjma gagpera,
Mepe ereklem gakoertcha,
Saomrad dzjvari dagtsera.
Mtero damtsjagre ar vstiri,
Tirili diatst tsesia,
Bevrjer vkopilvar am dgesji,
Magram ar damikvnesia.
Matsade erti avleso,
Chmal-tsjachmach tsetschlis mkvesia,
Soel tsmindat mogamkevino,
Rats tsjemtvis dagitesia.